# Lisec (Tetovo)
Lisec (makedonsky: Лисец, albánsky: Liseci) je vesnice v Severní Makedonii. Nachází se v opštině Tetovo v Položském regionu.

## Geografie
Vesnice se nachází na svazích pohoří Šar Planina v oblasti Položská kotlina. Od města Tetovo je vzdálená 11,5 km.

## Demografie
Podle sčítání lidu z roku 2021 žije ve vesnici 384 obyvatel. Etnické skupiny jsou:
- Albánci – 340
- Makedonci – 5
- ostatní – 39

| Rok          | 1900 | 1929 | 1948 | 1953 | 1961 | 1971 | 1981 | 1994 | 2002 | 2021 |
| ------------ | ---- | ---- | ---- | ---- | ---- | ---- | ---- | ---- | ---- | ---- |
| Obyvatelstvo | 300  | 540  | 770  | 798  | 852  | 1046 | 1070 | 814  | 692  | 384  |